# Софроний Христидис (солунски митрополит)
Вижте пояснителната страница за други личности с името Софроний Христидис.
Софроний (на гръцки: Σωφρόνιος, Софрониос) е гръцки духовник, митрополит на Цариградската патриаршия.

## Биография
Роден е около 1822 година в село Скопия на остров Алони в Мраморно море, тогава в Османската империя със светското име Триандафилос Христидис (Τριαντάφυλλος Χρηστίδης). Първоначално учи в родното си село, а след това в Халкинската семинария. Ръкоположен е за дякон на Филаделфийската митрополия. В 1849 година завършва семинарията с отличие и става проповедник и протосингел на Артенската митрополия при митрополит Софроний.
На 3 май 1863 година е избран за берски и негушки митрополит с 8 гласа срещу епископ Серафим Аргируполски с 4 и епископ Иларион Левкийски с 0 гласа. Ръкоположен е на 19 юни 1863 година в патриаршеската катедрала „Свети Георги“. На 9 ноември заминава за епархията си.
На 26 май 1869 година Софроний е прехвърлен в Янинската епархия, където остава в продължение на 20 години. На 25 септември 1889 година е прехвърлен в Солунската митрополия, където е до оставката си през март 1893 година. По време на управлението му в 1890 година е унищожена от пожар катедралната църква „Свети Димитър“ и започва строежът на нов храм. След оставката си се оттегля на Света гора.
По-късно се мести в Цариград и на 23 февруари 1895 година е избран за лероски и калимноски митрополит. От 29 май 1897 година е никейски митрополит, а от 22 май 1902 година янински.
В 1906 година отива в Атина по медицински причини, където умира на 15 март същата година или на 15 ноември 1910 година.